# Un assumpte privat
Un assumpte privat (originalment en castellà, Un asunto privado) és una sèrie espanyola original d'Amazon Prime Video protagonitzada per Aura Garrido i Jean Reno. Està creada per Ramón Campos, Teresa Fernández-Valdés i Gema R. Neira, directors de Bambú Producciones, empresa creadora d'altres sèries d'èxit com Velvet, Gran Hotel o Las chicas del cable. La sèrie, gravada entre Vigo i Pontevedra, es va estrenar el 16 de setembre de 2022 en la plataforma d'Amazon amb el doblatge i subtítols en català, i consta de vuit capítols de 50 minuts cadascun.
Representa el desè contingut original de la plataforma doblat al català. El doblatge va ser produït per Deluxe 103, dirigit per Núria Trifol i adaptat per Roger Peña a partir de la traducció de Martí Mas. Compta amb les veus de la mateixa Trifol (Marina Quiroga), Miguel Ángel Jenner (Héctor), Albert Trifol (Pablo Zarco), José Posada (Arturo) i Teresa Manresa (Doña Asunción), entre d'altres.

## Sinopsi
Marina Quiroga (Aura Garrido) és una jove de l'alta societat amb molt d'afany pel misteri en la Galícia de la dècada de 1940. Quan un assassí en sèrie mata diverses prostitutes, deixant-los gravada en el pit una flor de lis, Quiroga decideix emprendre una investigació per detenir el delinqüent amb l'ajuda del seu majordom i fidel amic Héctor (Jean Reno), un home sensible i observador. D'altra banda, molts factors en la vida de la Marina entorpiran la seva recerca: els prejudicis per ser dona, els intents de la seva mare perquè es casi i que el cap de policia sigui el seu propi germà, l'Arturo (Pablo Molinero). Malgrat tots aquests inconvenients, la Marina demostra, a través del seu enginy, que és una aspirant a detectiu policial amb molt de talent.

## Repartiment

### Repartiment principal
- Jean Reno com a Héctor
- Aura Garrido com a Marina Quiroga
- Gorka Otxoa com a Pablo Zarco
- Pablo Molinero com a Arturo Quiroga
- Álex García com a Andrés
- Ángela Molina com a Doña Asunción

Compta amb la col·laboració especial de:
- Tito Valverde com a Antón Ramírez (episodi 2 - episodi 3; episodi 5 - episodi 8)
- Julieta Serrano com a Chusa Malpica (episodi 3)

## Llista d'episodis
| Núm. total | Núm. de la temporada | Títol                      | Direcció       | Guió                                                                               | Data d'emissió original |
| ---------- | -------------------- | -------------------------- | -------------- | ---------------------------------------------------------------------------------- | ----------------------- |
| 1          | 1                    | «La flor de lis»           | David Pinillos | Teresa Fernández-Valdés, Gema R. Neira, Diego Sotelo i Carlos Ruano                | 16 de setembre de 2022  |
| 2          | 2                    | «La bella Lolita»          | David Pinillos | Teresa Fernández-Valdés, Gema R. Neira, Carlos Ruano, Mikel Alvariño i Paula Fabra | 16 de setembre de 2022  |
| 3          | 3                    | «La casa blava»            | David Pinillos | Teresa Fernández-Valdés, Gema R. Neira, Carlos Ruano, Mikel Alvariño i Paula Fabra | 16 de setembre de 2022  |
| 4          | 4                    | «Ball de màscares»         | Maria Ripoll   | Teresa Fernández-Valdés, Gema R. Neira, Carlos Ruano, Mikel Alvariño i Paula Fabra | 16 de setembre de 2022  |
| 5          | 5                    | «L'últim tren»             | Maria Ripoll   | Teresa Fernández-Valdés, Gema R. Neira, Carlos Ruano, Mikel Alvariño i Paula Fabra | 16 de setembre de 2022  |
| 6          | 6                    | «L'última noia»            | Maria Ripoll   | Teresa Fernández-Valdés, Gema R. Neira, Carlos Ruano, Mikel Alvariño i Paula Fabra | 16 de setembre de 2022  |
| 7          | 7                    | «El dimoni de la venjança» | Daniel Aranyó  | Teresa Fernández-Valdés, Gema R. Neira, Carlos Ruano, Mikel Alvariño i Paula Fabra | 16 de setembre de 2022  |
| 8          | 8                    | «Secrets de família»       | David Pinillos | Teresa Fernández-Valdés, Gema R. Neira, Carlos Ruano, Mikel Alvariño i Paula Fabra | 16 de setembre de 2022  |